# هانس فدرر
هانس فدرر (انگلیسی: Hans Fiederer; ۲۱ ژانویهٔ ۱۹۲۰ – ۱۵ دسامبر ۱۹۸۰) بازیکن فوتبال اهل آلمان بود.
از باشگاه‌هایی که در آن بازی کرده‌است می‌توان به باشگاه فوتبال گروتر فورث اشاره کرد.
وی همچنین در تیم ملی فوتبال آلمان بازی کرده‌است.